# NGC 3306
NGC 3306 في الفهرس العام الجديد، هي مجرة، تقع في كوكبة الأسد. اكتشفت في 27 أبريل 1886 بواسطة لويس سويفت.

## روابط خارجية
- NGC 3306 على موقع ويكي سكاي: DSS2, SDSS, GALEX, IRAS, Hydrogen α, X-Ray, Astrophoto, Sky Map, Articles and images